# Knidoblast
Knidoblast (gr. kníde ‘pokrzywa’, blastós ‘kiełek’, ‘zarodek’) – typ występującej w ciele parzydełkowców (Cnidaria) komórki macierzystej, z której powstaje komórka parzydełkowa. Knidoblasty powstają z komórek interstycjalnych przez całe życie osobnika. Obecność knidoblastów jest cechą typową parzydełkowców.